# Caconda
Caconda è un municipio dell'Angola appartenente alla provincia di Huíla. Ha 186.098 abitanti (stima del 2006).